# Trnčí
Trnčí je malá vesnice, část obce Ježovy v okrese Klatovy v Plzeňském kraji. Nachází se asi dva kilometry jihozápadně od Ježov. Je zde evidováno 35 adres. V roce 2011 zde trvale žilo 65 obyvatel.
Trnčí je také název katastrálního území o rozloze 3,37 km².

## Historie
První písemná zmínka o vesnici pochází z roku 1401.

## Obyvatelstvo
| Rok            | 1869 | 1880 | 1890 | 1900 | 1910 | 1921 | 1930 | 1950 | 1961 | 1970 | 1980 | 1991 | 2001 | 2011 | 2021 |
| -------------- | ---- | ---- | ---- | ---- | ---- | ---- | ---- | ---- | ---- | ---- | ---- | ---- | ---- | ---- | ---- |
| Počet obyvatel | 205  | 192  | 180  | 171  | 189  | 198  | 187  | 112  | 120  | 85   | 77   | 65   | 62   | 65   | 63   |
| Počet domů     | 29   | 29   | 29   | 29   | 30   | 32   | 32   | 32   | 45   | 28   | 25   | 33   | 33   | 33   | 31   |

## Obecní správa
Při sčítání lidu v letech 1850–1963 Trnčí bylo samostatnou obcí v okrese Klatovy. V letech 1964–1979 bylo částí obce Ježovy v okrese Klatovy. Od 1. ledna 1980 do 23. listopadu 1990 bylo částí městyse Chudenice v okrese Klatovy. Od 24. listopadu 1990 je opět částí obce Ježovy v okrese Klatovy. V letech 1850–1963 k obci patřila Chlumská.

## Pamětihodnosti
- Kaplička

## Galerie

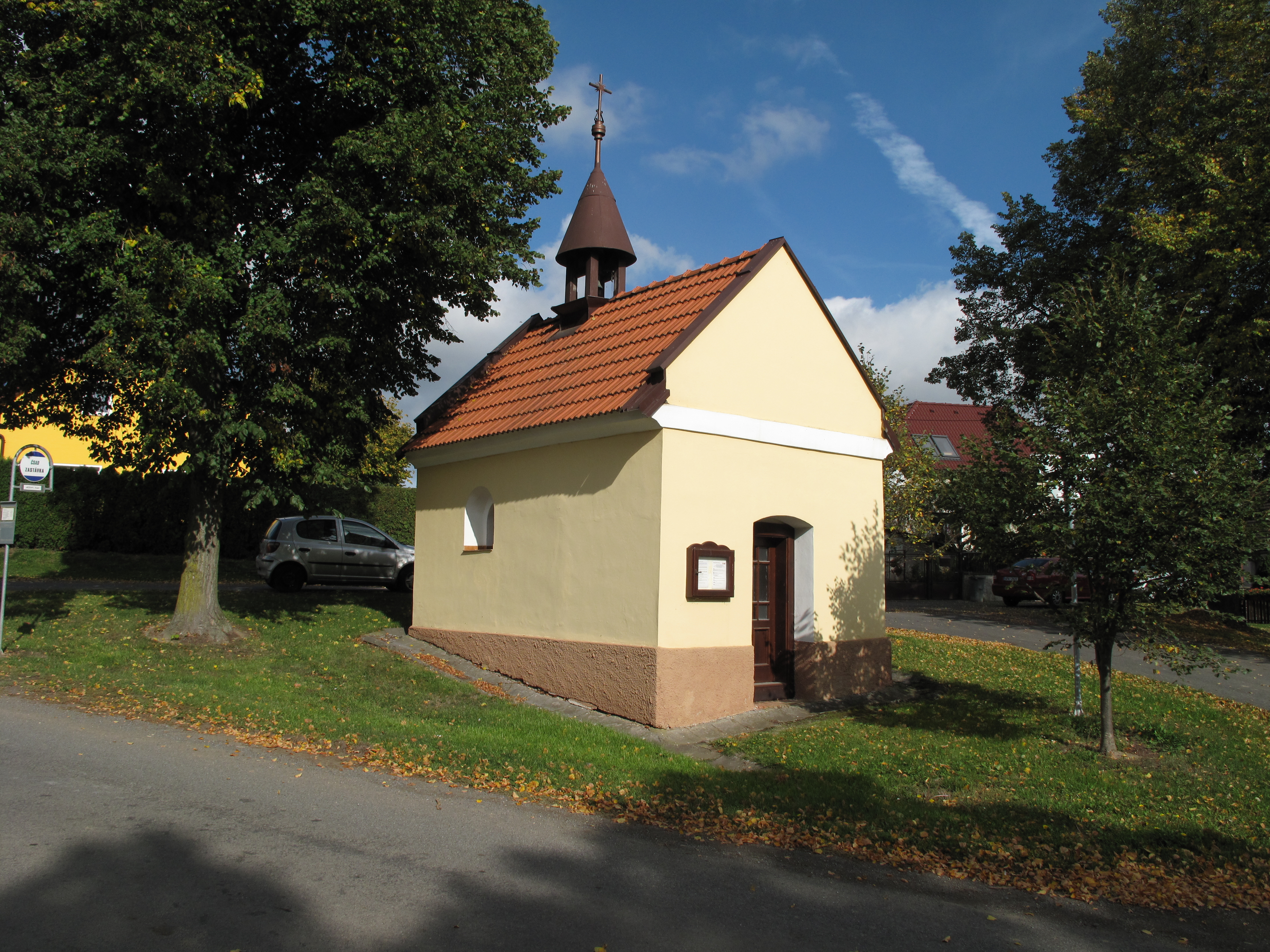
Kaple
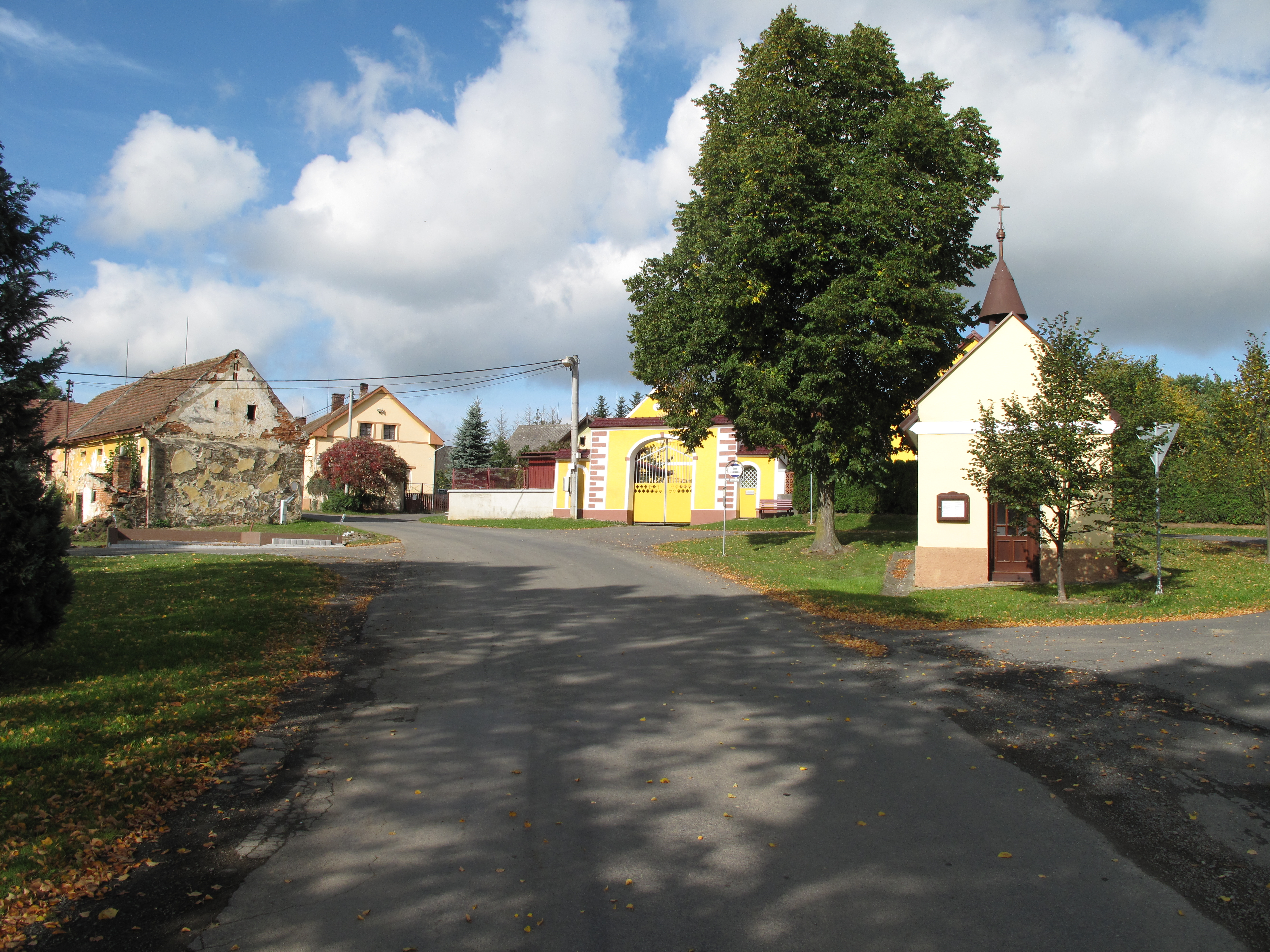
Náves
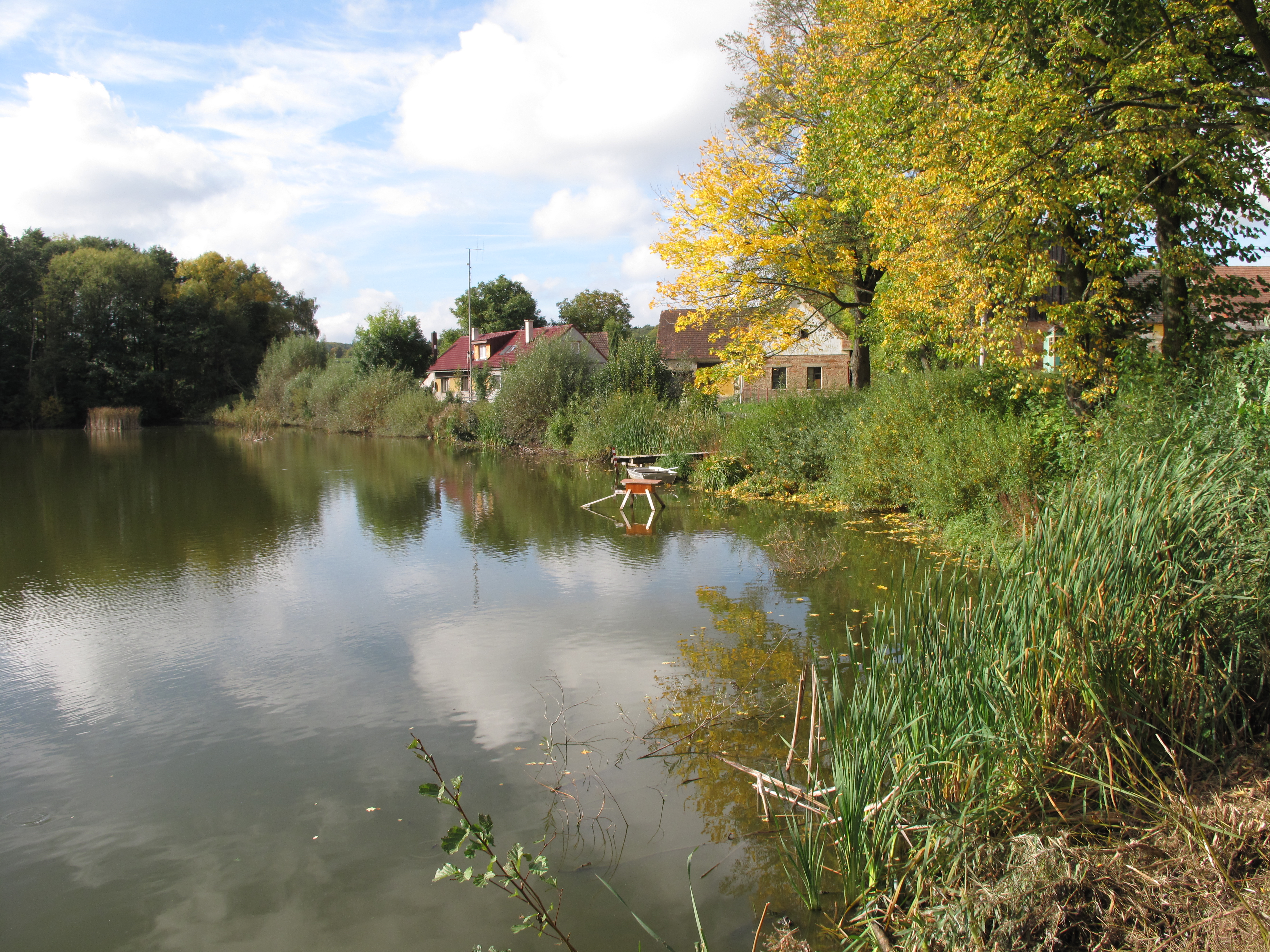
Rybník